# John Kamau
John Kamau est un boxeur kényan né le 13 mai 1947.

## Carrière
Aux Jeux olympiques d'été de 1964 à Tokyo, John Kamau alors âgé de 17 ans est éliminé au premier tour  dans la catégorie des poids mouches par le Hongrois Tibor Papp.
Il est médaillé d'or dans la catégorie des poids mi-mouches aux championnats d'Afrique de Kampala en 1983.